# Saint-Bénézet
Saint-Bénézet is een gemeente in het Franse departement Gard (regio Occitanie) en telt 249 inwoners (2004). De plaats maakt deel uit van het arrondissement Alès.

## Geografie
De oppervlakte van Saint-Bénézet bedraagt 6,3 km², de bevolkingsdichtheid is 39,5 inwoners per km².
De onderstaande kaart toont de ligging van Saint-Bénézet met de belangrijkste infrastructuur en aangrenzende gemeenten.

## Demografie
Onderstaande figuur toont het verloop van het inwonertal (bron: INSEE-tellingen).